# Стан Утіний
Стан Утіний (рос. Стан Утиный) — селище в Ягоднинському районі Магаданської області.
Населення — 0 осіб (2010).

## Географія
Географічні координати: 62°29' пн. ш. 151°09' сх. д. Часовий пояс — UTC+10.
Відстань до районного центру, селища Ягодне, становить 114 км, а до обласного центру — 460 км. Через селище протікає однойменна річка.

## Історія
У 1930-1940 роках у долині річки Утіна було знайдено значні запаси золота, через що в селищі Стан Утіний розпочалося будівництво золотовидобувної фабрики, яка запрацювала навесні 1945 року. Разом з найближчими рудниками і копалнею «Стан Утіний» фабрика утворювала Утінський гірничорудний комбінат.
У середині 1950-х років через розформування таборів з в'язнями були закриті золотовидобувна фабрика, рудники, а шахти — законсервовані.
До 1995 року в селищі ще діяли котельня, дитячий садок, їдальня, магазин та лазня. Клуб, збудований у 1940-х роках, припинив своє існування в 1993 році.

## Населення
За даними перепису населення 2010 року на території селища населення не проживало.